# Paulina Chiziane
Paulina "Poulli" Chiziane (sinh ngày 4 tháng 6 năm 1955, Manjacaze, tỉnh miền nam Gaza, Mozambique) là một tác giả của tiểu thuyết và truyện ngắn bằng tiếng Bồ Đào Nha. bà học tại Đại học Eduardo Mondlane, Maputo. Bà sinh ra trong một gia đình Tin Lành chuyển từ Gaza đến thủ đô Maputo (lúc đó là Lộ Đức Marques) trong thời thơ ấu của nhà văn. Ở nhà, bà nói tiếng Chopi và Ronga.
Chiziane là người phụ nữ đầu tiên ở Mozambique xuất bản một cuốn tiểu thuyết. Bài viết của bà đã tạo ra một số cuộc thảo luận chính trị về các vấn đề xã hội, chẳng hạn như thực hành chế độ đa thê trong nước. Ví dụ, cuốn tiểu thuyết đầu tiên của bà, Balada do Amor ao Vento (1990), thảo luận về chế độ đa thê ở miền nam Mozambique trong thời kỳ thuộc địa. Liên quan đến sự tham gia tích cực của bà vào chính trị của Frelimo (Mặt trận giải phóng Mozambique), câu chuyện của bà thường phản ánh sự bất an xã hội của một đất nước bị tàn phá và chia rẽ bởi cuộc chiến tranh giải phóng và xung đột dân sự sau khi giành độc lập. Cuốn tiểu thuyết Niketche: Uma História de Poligamia của bà đã giành được giải thưởng Jose Craveirinha năm 2003.

## Diễn dịch
Chữ viết của Chiziane thường được định nghĩa là chính trị và nữ quyền. Viết cho tác giả này là một nhiệm vụ. Đó là một cách để thể hiện những khó khăn mà phụ nữ gặp phải khi phải đối mặt với sự không đồng nhất của truyền thống văn hóa Mozambica và các hệ thống hành chính và pháp lý mới được phát triển. Bài viết của Chiziane đề cập đến sự khác biệt trong khu vực về các khía cạnh văn hóa và chính trị trong quan hệ giới tính. Ví dụ, trong cuốn tiểu thuyết Niketche của mình, bà miêu tả miền Nam Mozambique bị chi phối bởi một nền văn hóa phụ hệ, trong khi miền Bắc được định hình bởi các truyền thống cai trị mẫu hệ. Bà cũng ám chỉ đến việc Frelimo tự nhận một thái độ mơ hồ liên quan đến chế độ đa thê, khiến nó trở thành bất hợp pháp lúc đầu, nhưng sau đó chấp nhận thực hành tiếp tục. Trong suốt tác phẩm của mình, sự chú ý của Chiziane tập trung vào các vấn đề xã hội rộng lớn liên quan đến quyền và mối quan tâm của phụ nữ, như chế độ một vợ một chồng, đa thê, mà còn về các mối quan hệ chủ quan và thân mật giữa nam và nữ. Chiziane đã tuyên bố rằng, theo truyền thống của vùng đất của mình, bà coi mình là một người kể chuyện hơn là một tiểu thuyết gia.
Năm 2016, bà tuyên bố sẽ nghỉ việc viết lách.

## Tiểu thuyết
- Balada de Amor ao Vento (1990), ISBN 978-972-21-1557-5
- Ventos do Apocalipse (1996), ISBN 972-21-1262-7
- O Setimo Juramento (2000), ISBN 972-21-1329-1
- Niketche: Uma História de Poligamia (2002) - Companhia das Letras, ISBN 85-359-0471-9
- O Alegre Canto da Perdiz (2008) - Caminho, ISBN 978-972-21-1976-4.